# Волчья (приток Вуоксы)
Во́лчья (бывшая Сайян-йоки; фин. Saijanjoki) — река на территории России, протекает по Приозерскому и Всеволожскому районам Карельского перешейка Ленинградской области, правый приток Вуоксы.

## Физико-географическая характеристика
Река берёт начало возле урочища Крестовый Камень.
Волчья является правым притоком реки Вуоксы, её устье расположено в 2 километрах к югу от железнодорожной станции Лосево в районе населённого пункта Лосева, в 45 километрах от устья реки Вуоксы. Общая протяжённость реки Волчьей 50 километров Площадь водосборного бассейна — 460 км².
Упоминается в Ореховском мирном договоре, заключённом в 1323 между Великим Новгородом и Швецией как Сая. В течение нескольких веков служила границей между шведскими и русскими землями, с 1809 по 1939 год — граница между Великим Княжеством Финляндским (с 1917 — независимой Финляндией) и Россией (СССР).

## Бассейн
Притоки Волчьей — Смородинка, Белая, Петровка, Горюнец и другие.

### Озёра
К бассейну Волчьей также относятся озёра:
- Большое Луговое
- Мичуринское
- Раздолинское
- Уловное
- Журавлёвское
- Морозовское
- Нижнее Посадское
- Жемчужина
- Борисовское
- Петровское

## Данные водного реестра
По данным государственного водного реестра России относится к Балтийскому бассейновому округу, водохозяйственный участок реки — Водные объекты бассейна оз. Ладожское без рр. Волхов, Свирь и Сясь, речной подбассейн реки — Нева и реки бассейна Ладожского озера (без подбассейна Свирь и Волхов, российская часть бассейнов). Относится к речному бассейну реки Нева (включая бассейны рек Онежского и Ладожского озера). Код водного объекта в государственном водном реестре — 01040300212102000009690.